# 010!言いたいことイッチャオー
010!言いたいことイッチャオーは、西日本放送で1971年4月5日から1991年3月30日まで放送されていたラジオ番組。

## 概要
西日本放送ラジオは1971年4月改編より『オールナイトニッポン』のネット受け放送を開始。それまで午前0時放送終了だったものが24時間放送となり、同時に新設された午前0時台の枠のうちの月曜日でスタートしたのが本番組である。タイトルの「010」(ゼロワンゼロ)は放送開始当初のスタート時間（毎週月曜日深夜 24時10分 ＝ 0時10分）に由来。1976年10月改編でスタート時間が24時10分（0時10分）でなくなったが、タイトルは変えずに続けた。
香川県内の教育関係者が司会、大学生がアシスタントを担当し、中学生と高校生がスタジオに集まり、テーマを元に討論する。テーマに応じて、大人のゲストも複数参加したこともあった。1976年当時のディレクターはこの番組の企画意図について「スタートした1971年は『断絶の時代』とも言われ、異なる年代同士のコミュニケーションの必要が問われていた。そこで大人と子供の話し合いの場を作ろうとこの番組を始めた」と言ったことを話している。
フォークソング・ラブソングを讃岐弁に翻訳した「サヌキ弁英語教室」・「010シッチャカメッチャカ劇場」・「文化人名前当てクイズ」（毎週、正解者の中から1名に希望のLP盤をプレゼント。1981年当時）の企画があった。
毎週木曜日の夕方に収録していた。
1983年には日本民間放送連盟賞の「ラジオ娯楽」の優秀賞を受賞した。
毎週日曜日深夜 24時30分 - 25時に放送されていた当時は、この番組が西日本放送ラジオでその日曜日の最終番組であった。1980年代から本番組終了時点では、霊友会の単独提供だった。

## 放送時間
| 期間                   | 放送時間               |
| ---------------------- | ---------------------- |
| 1971年4月 - 1976年9月  | 月曜日深夜 0:10 - 1:00 |
| 1976年10月 - 1977年3月 | 月曜日深夜 0:00 - 0:30 |
| 1977年4月 - 1981年3月  | 日曜日深夜 0:15 - 0:45 |
| 1981年4月 - 1988年3月  | 日曜日深夜 0:30 - 1:00 |
| 1988年4月 - 1991年3月  | 土曜日深夜 0:00 - 0:30 |

## 出演者
- 司会 - 大西忠治→水落博[7]

## テーマ曲
テーマ曲は何回か変わっている。 
- ポール・デスモンド「ミセス・ロビンソン」（1981年当時）[8]
  - 放送上では2回のガラスの割れる音の効果音が追加されていた[1]。
- COSMOS-keyboards trio-「Spiral Dream」（1989年当時）[9]